# Massimiliano Putti
Massimiliano Putti, né en 1809 à Bologne, et mort en 1890, est un sculpteur italien.
Selon l'historien Luciano Scarabelli (it), son style, entre néo-classicisme et purisme, « tend vers la modernité mais imite la réalité, il n'est ni exagéré ni romantique ».
Il est consideré parmi les artistes les plus représentatifs du cimetière monumental de Bologne.

## Biographie
Massimiliano Putti nait en 1809 à Bologne, en Italie. Il est le fils du sculpteur bolonais Giovanni (it), qui lui apprend les fondements de la sculpture. Il entre à l'Académie des beaux-arts de Bologne encore très jeune, où il est formé par le sculpteur Giacomo De Maria, qui lui transmet le goût neo-classique alors en vogue à Bologne, et ensuite par Cincinnato Baruzzi (it), ancien collaborateur de Canova. Il perfectionne sa formation à Rome.
Au cours de sa carrière, il collabore à la réalisation de grands monuments à côté de sculpteurs reconnus, tels que Lorenzo Bartolini, Cincinnato Baruzzi ou encore Giuseppe Pacchioni (it). En 1840, il réalise les statues en terracotta pour la façade de l'église de San Giuseppe dei Cappuccini (it),. Cette année-là, il reçoit le Prix Curlandese (it) pour son bas-relief représentant Achille en train de pleurer le corps de Patrocle.
En 1847, il est nommé professeur à l'Académie de Bologne et il le reste jusqu'en 1860.
Putti est l'auteur de nombreux bustes, médaillons, ornements et monuments funéraires à la Chartreuse de Bologne, comme ceux de Francesco Casalini (1867) et de Giuseppe Gandolfi (1868). Dans la Loggia du Columbarium, il réalise le monument funéraire de la famille Pepoli (1868). Le Christ, dans une attitude protectrice envers les âmes des défunts, rappelle celui du célèbre sculpteur néoclassique Bertel Thorvaldsen (1770-1844) pour la cathédrale Notre-Dame de Copenhague. De part et d'autre du Christ, les deux âmes semblent suspendues dans les airs, grâce à une parfaite maîtrise technique du sculpteur,,. Pour le monument Pallavicini (1868), situé dans la Salle du Columbarium, il sculpte un grand ange de la paix, d'inspiration puriste,.
Il est enterré dans la modeste tombe de famille au cimetière monumental de la chartreuse de Bologne.

## Galerie d'images

Monuments funéraires à la Chartreuse de Bologne
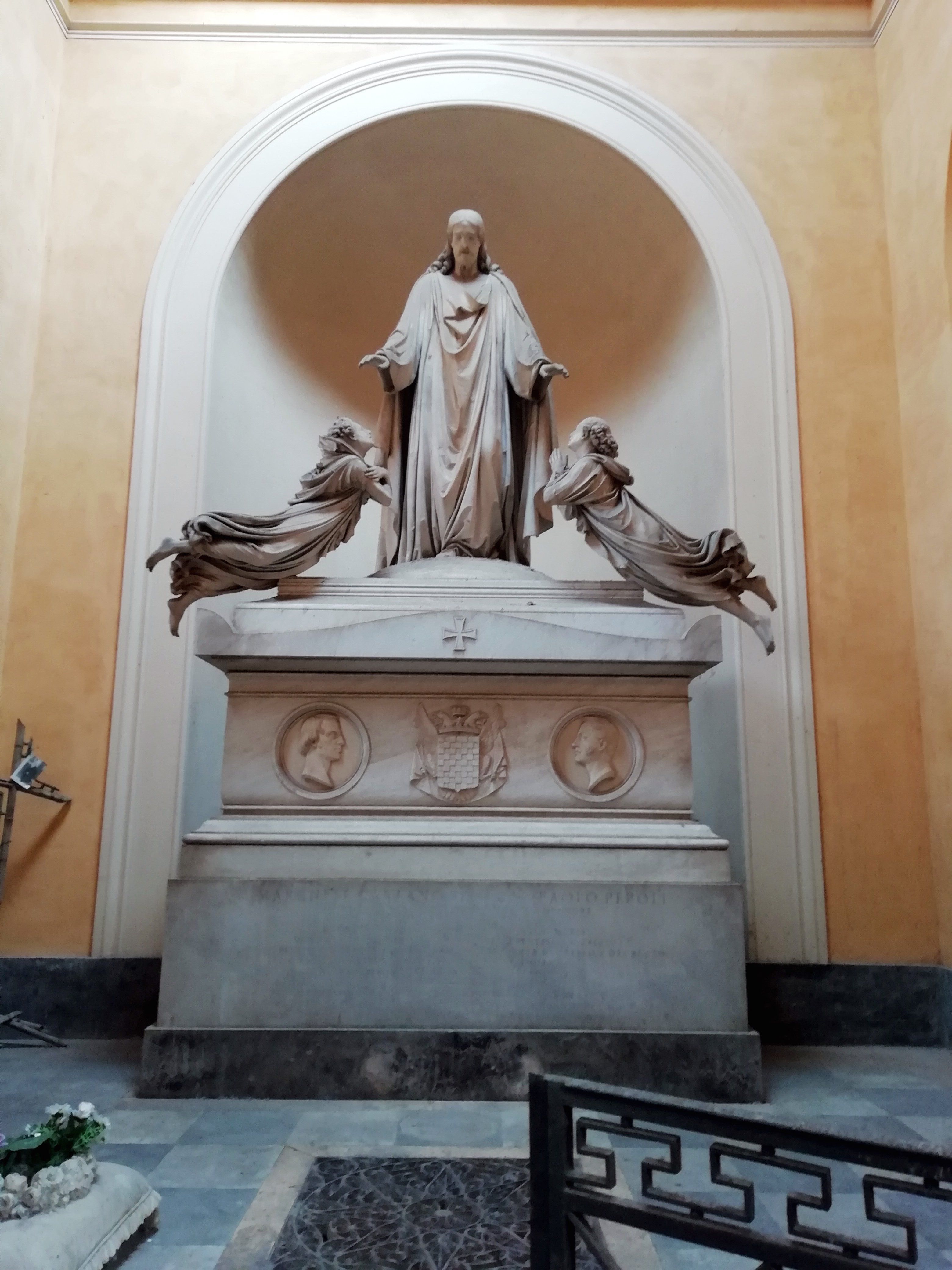
Monument aux frères Giuseppe et Gaetano Pepoli.
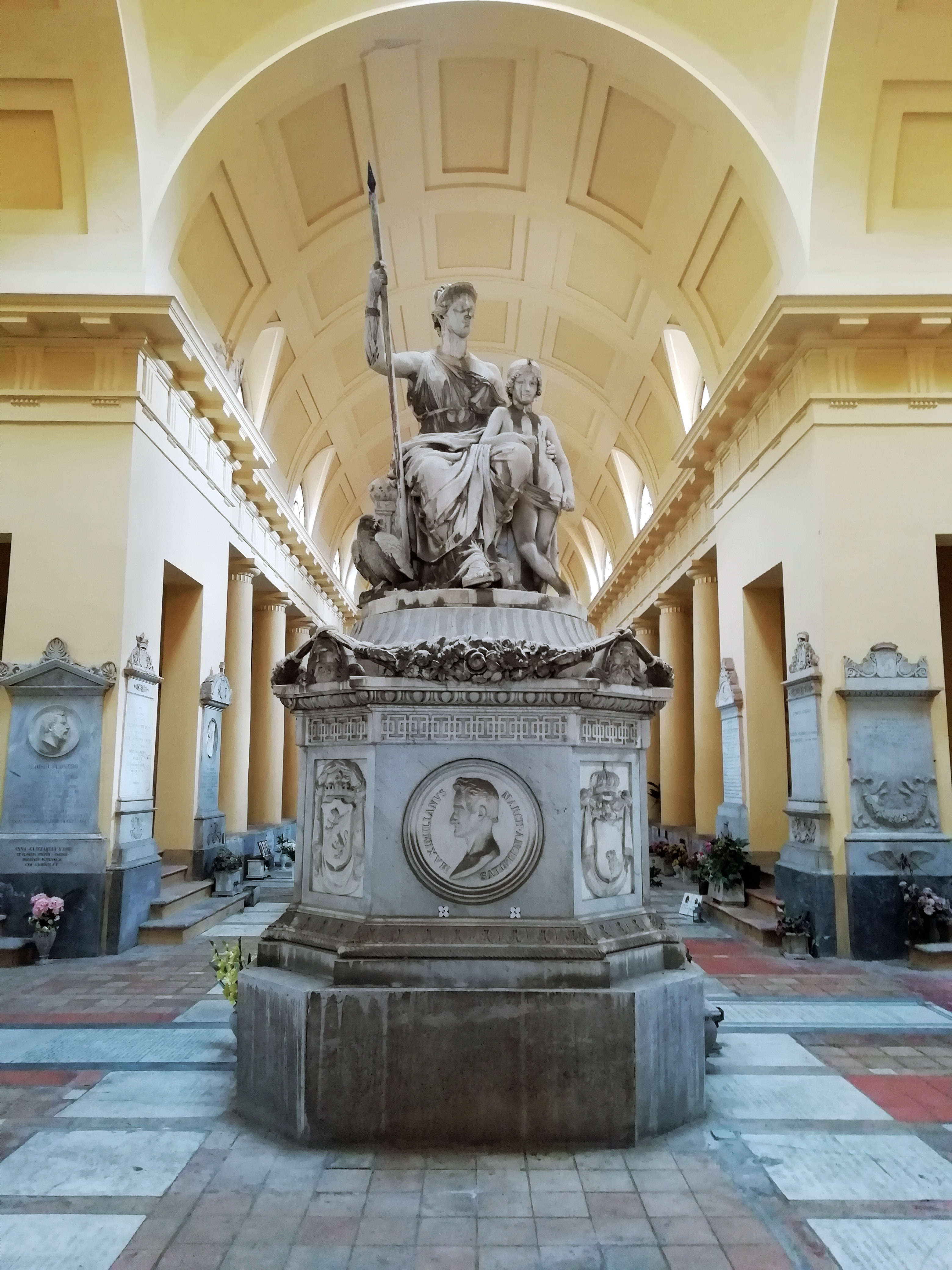
Monument Malvezzi Angelelli.
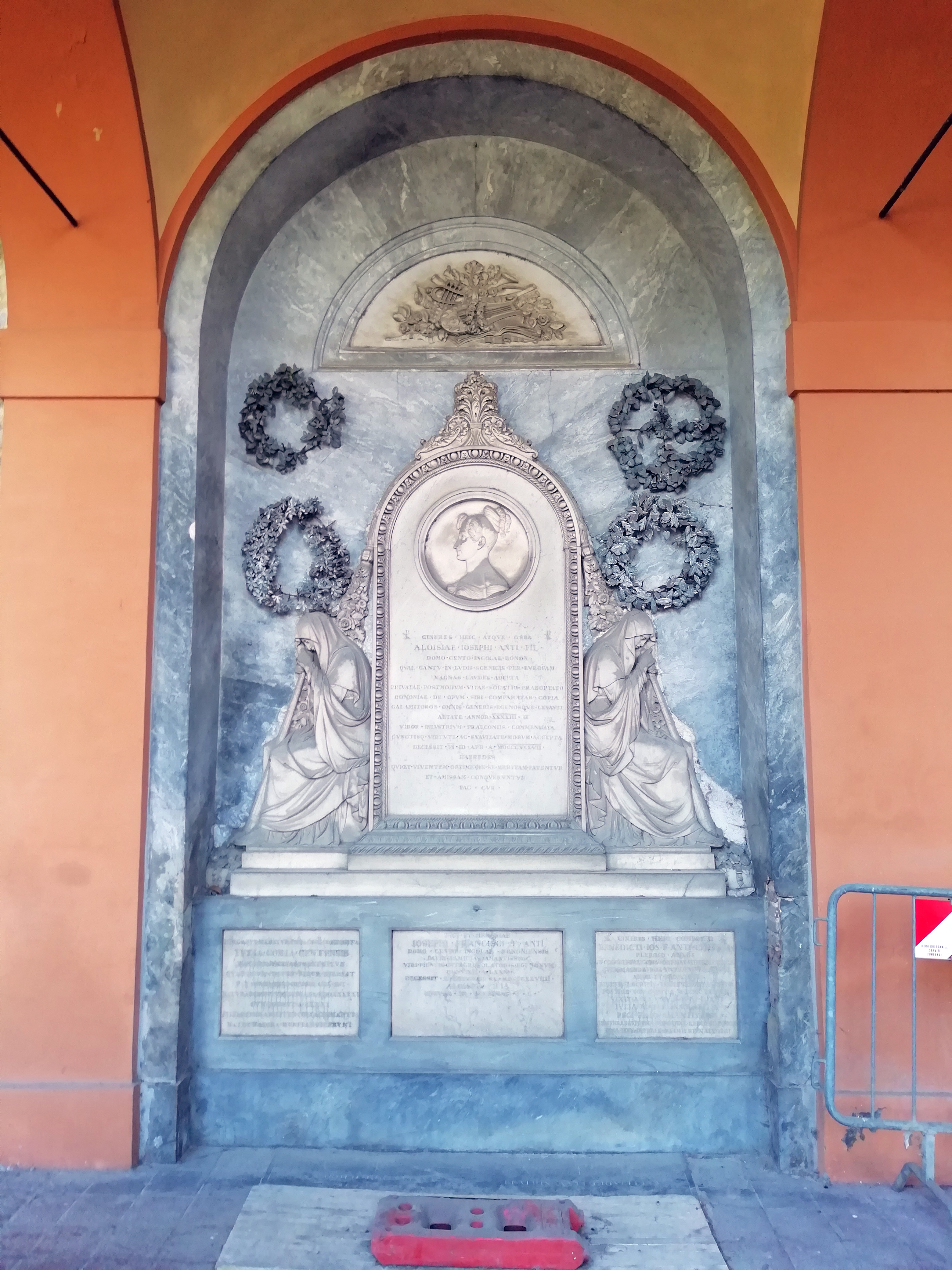
Monument Anti.
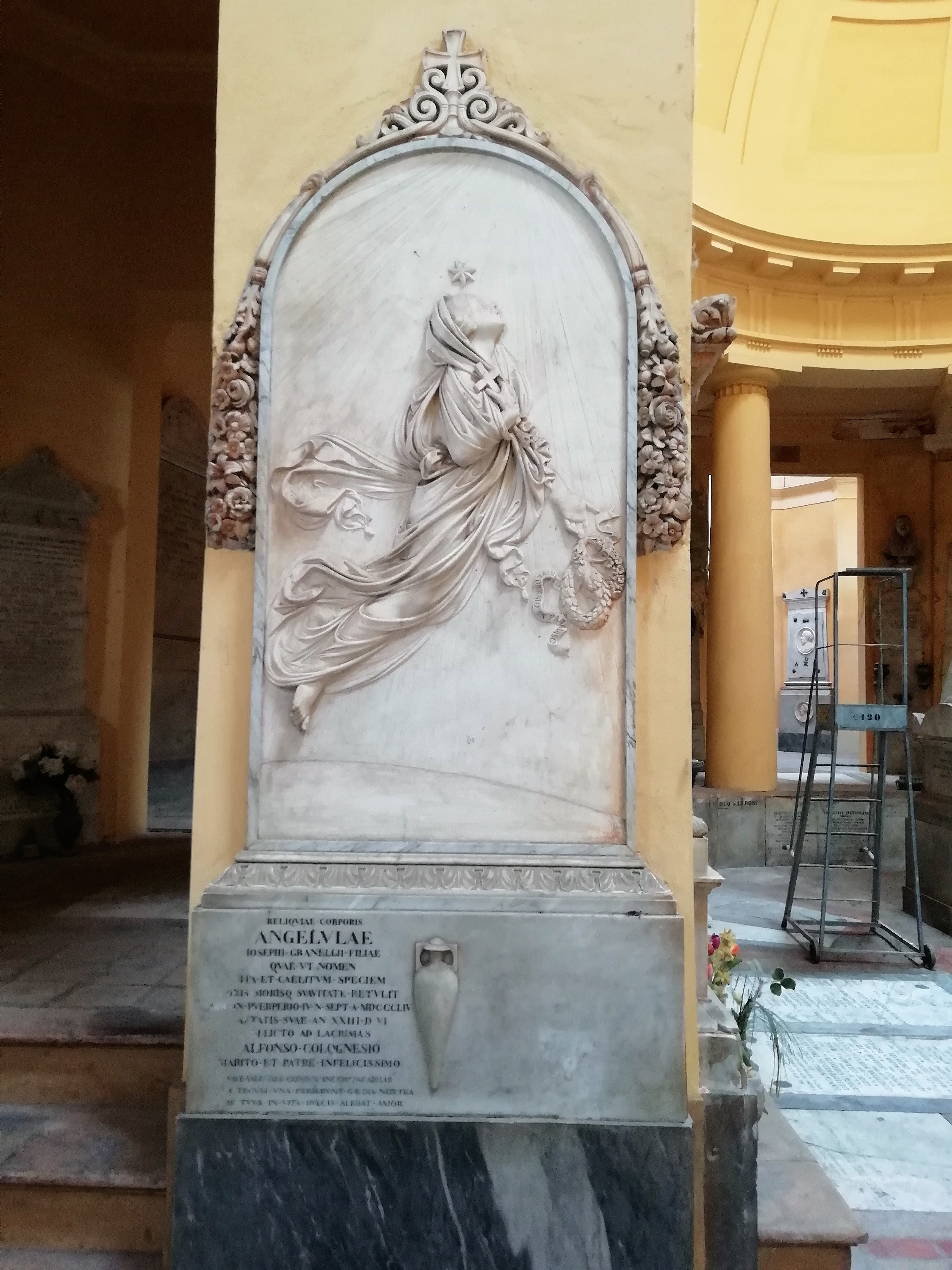
Stèle Granello.
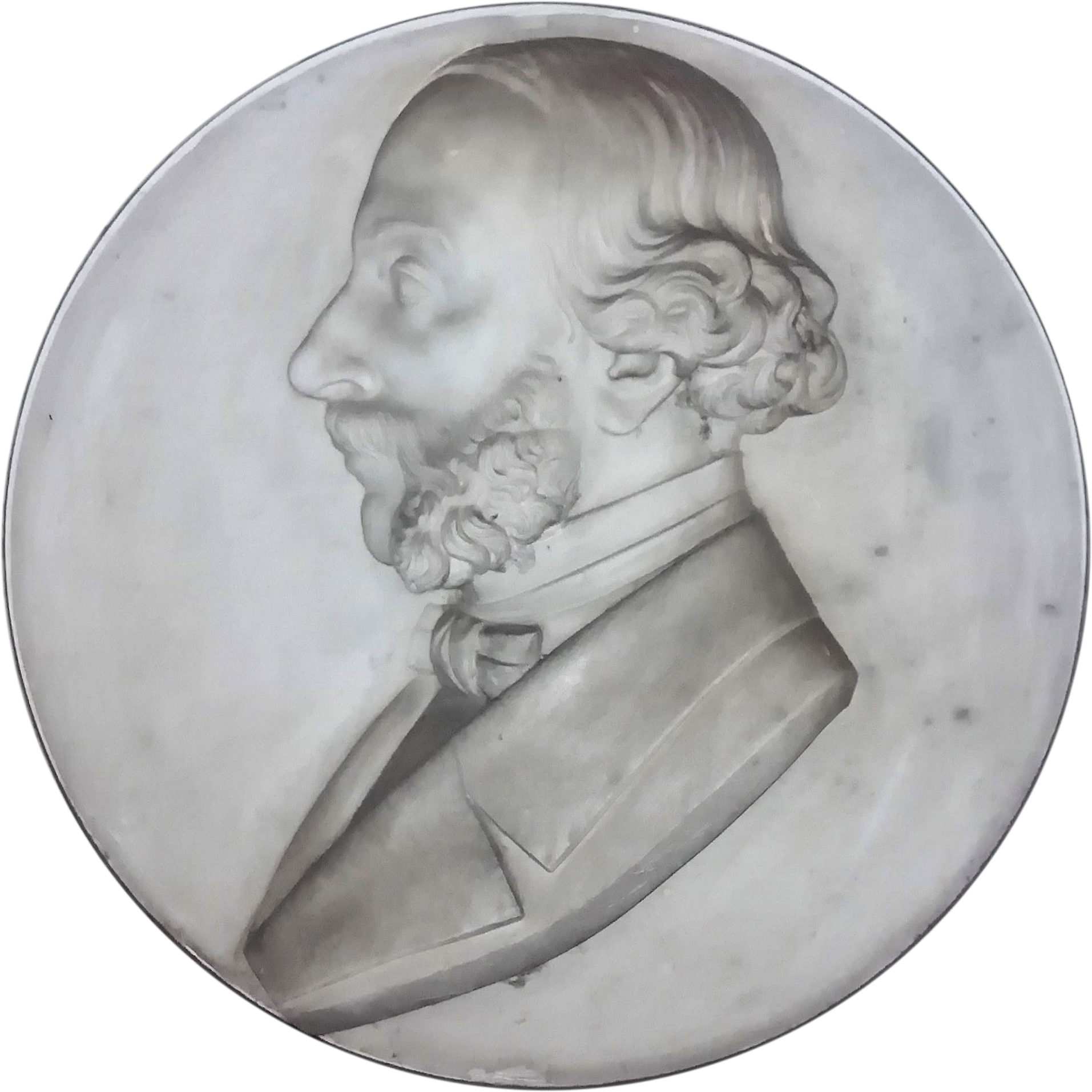
Portrait de Andrea Besteghi.
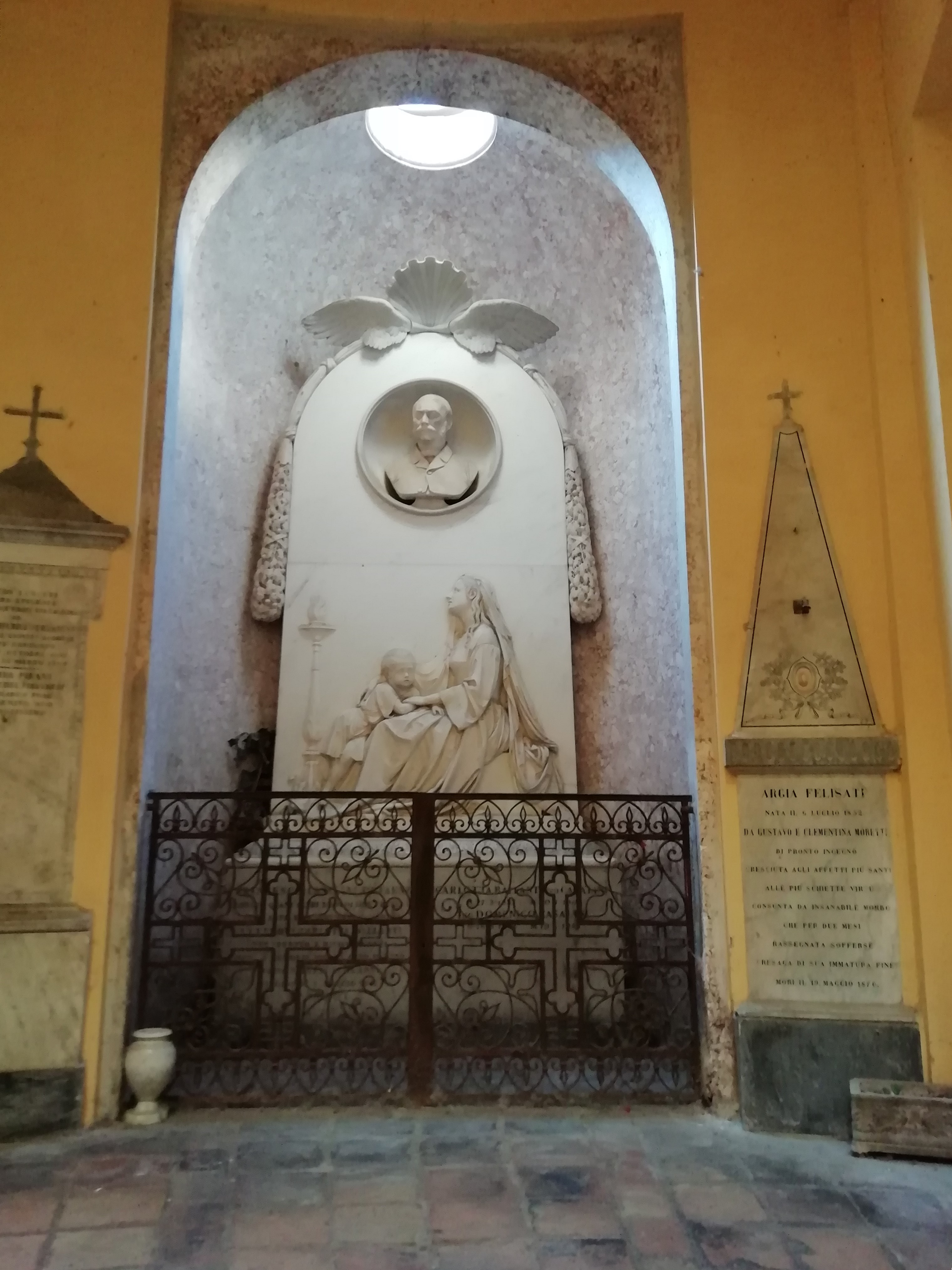
Monument Casalini.
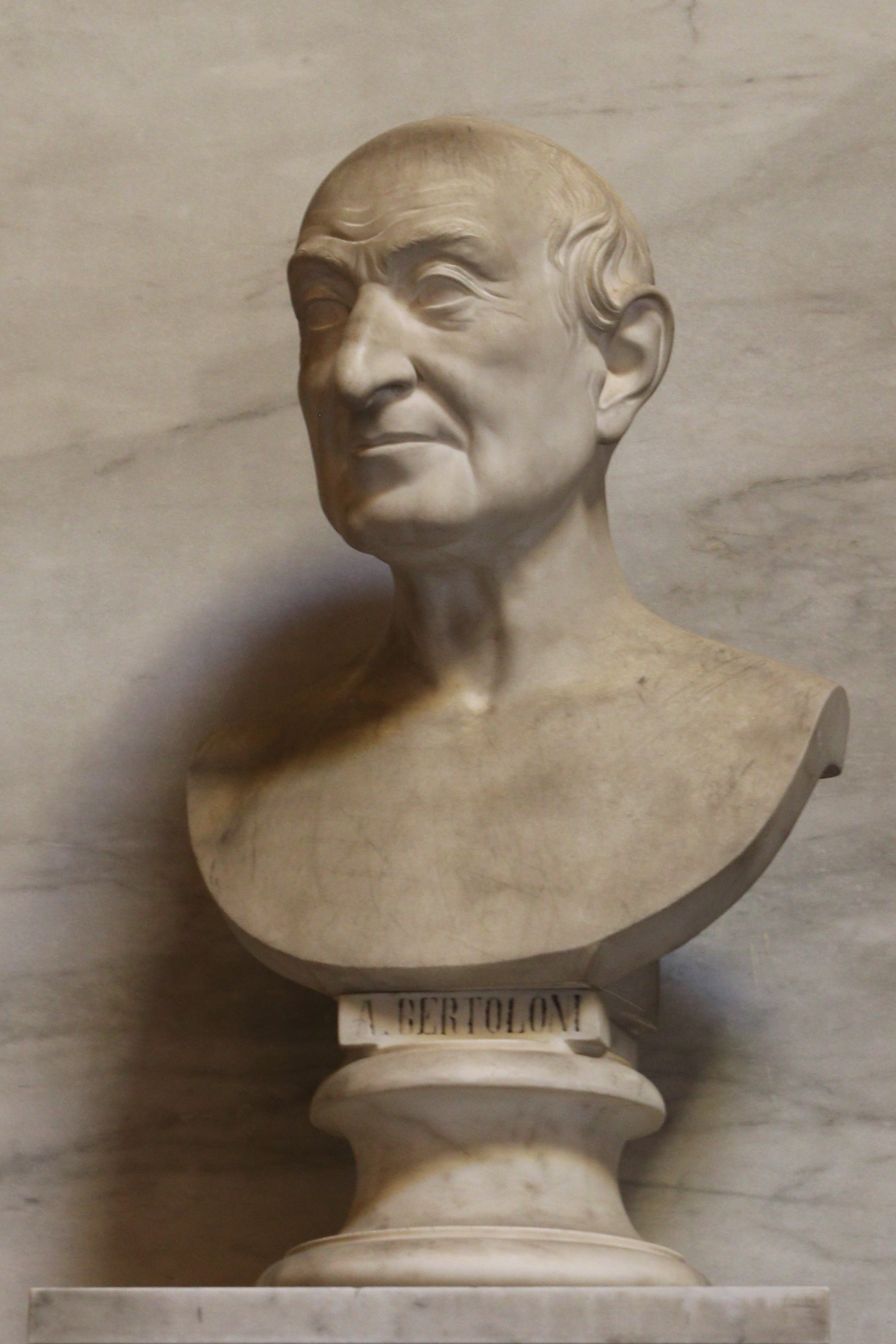
Portrait de Antonio Bertoloni.